# Hexaméthyldisiloxane
L'hexaméthyldisiloxane ou HMDSO est un composé organique de formule semi-développée O[Si(CH3)3]2. C'est un liquide incolore et volatil qui est utilisé comme solvant et réactif. Il est issu de l'hydrolyse du chlorure de triméthylsilyle. Cette molécule est un prototype d'un éther silylique et peut être considérée comme une sous-unité du polydiméthylsiloxane.

## Utilisation
L'hexaméthyldisiloxane est principalement utilisé comme source du groupe fonctionnel triméthylsilyle, -Si(CH3)3 en synthèse organique. Par exemple, sous catalyse acide, il convertit les alcools et les acides carboxyliques en leur éther et ester triméthylsilyliques correspondants.
Le HMDSO est utilisé comme un étalon interne pour calibrer les déplacements chimiques en spectroscopie RMN 1H. Il est plus facile à manipuler car moins volatil que le tétraméthylsilane qui est l'étalon habituel et n'affiche aussi qu'un singulet proche de 0 ppm.
Le HMDSO a un pouvoir de solvatation encore plus faible que celui d'alcanes. Il est donc parfois employé pour cristalliser des composés très lipophiles.
En pharmacie, il est également utilisé dans les pansements liquides (liquid bandage (en)), comme les sprays Cavilon utilisés pour protéger une partie de peau endommagée de l'irritation due à d'autres fluides corporels. En ophtalmologie, le diméticone est un collyre protecteur et lubrifiant  et en gastrologie, c'est un pansement gastrique où il est parfois associé à de la silice sous le nom de siméticone[réf. nécessaire].
Plus récemment utilisé dans les traitements de la pédiculose du cuir chevelu, il résout les problèmes de résistance par sélection qui se produisait avec les pesticides et de l'application directe de produits neurotoxiques sur la tête. Il peut être associé à un solvant, la cyclométicone comme agent de contrôle de la viscosité.
Dans l'industrie des semi-conducteurs, le HMDSO est étudié dans la fabrication de matériaux diélectriques à faible permittivité par PECVD (dépôt chimique en phase vapeur assisté par plasma).

## Sécurité
Comme la plupart des siloxanes, l'hexaméthyldisiloxane est quasiment inoffensif. Il n'est pas nocif pour les êtres humains.